# Hoplia communis
Hoplia communis är en skalbaggsart som beskrevs av Waterhouse 1875. Hoplia communis ingår i släktet Hoplia och familjen Melolonthidae. Inga underarter finns listade i Catalogue of Life.